# Stadio Francesco Pallozzi
Lo stadio Francesco Pallozzi è lo stadio comunale di Sulmona, in provincia dell'Aquila, che ospita le partite casalinghe giocate dall'omonima squadra.
L'impianto è composto da una tribuna centrale coperta, di 1116 posti, e un settore distinti senza copertura, di 295 posti; per una capienza totale di 1411 spettatori. Il settore distinti è riservato alla tifoseria ospite.

## Storia
L'impianto venne edificato negli anni trenta; un segno distintivo dell'epoca sono le cancellate che ritraggono eroi dello sport statuari e possenti che il regime fascista desiderava immortalare nell'arte.
Il 4 luglio 2010, Papa Benedetto XVI terminata la sua visita nella città abruzzese, prese l'elicottero per Roma dallo Stadio Francesco Pallozzi.
Nel 2013, con il ritorno del Sulmona Calcio in Serie D dopo 18 anni, lo stadio fu sottoposto a una ristrutturazione imposta dalla Lega Nazionale Dilettanti per apportare alcune migliorie risultando comunque idoneo per la Serie D. Per le prime due partite di campionato, i biancorossi furono comunque costretti a trasferirsi allo Stadio Guido Angelini di Chieti.
Nel campionato di Serie D 2017-2018 lo stadio ospitò gran parte delle partite casalinghe dei Nerostellati, formazione della vicina cittadina di Pratola Peligna, impossibilitata ad utilizzare il proprio impianto sportivo comunale non idoneo per la Serie D.
Dal 22 luglio 2019 fu sottoposto a un'importante ristrutturazione per la realizzazione del manto sintetico che andò a sostituire quello in erba naturale. I lavori durarono diversi mesi, per un costo complessivo di 325000 €, fino al 9 febbraio 2020 giorno in cui l'impianto tornò disponibile per ospitare le partite interne dell'Ovidiana Sulmona impegnata nell'annata 2019-2020 nel campionato di Promozione Abruzzo Gir.B.

## Dati dell'impianto

### Caratteristiche tecniche
- Separazione interna: recinzione
- Tabellone elettronico: no
- Amplificazione sonora: sì
- Illuminazione campo: sì
- Campo pre-riscaldamento: no
- Materiale del terreno: Erba sintetica
- Capienza Tribuna centrale: 1.116
- Capienza Settore ospiti: 295
- Capienza totale: 1.411

### Distanze principali
- Centro della città: 0,5 km
- Stazione Ferroviaria più vicina: 2 km (Sulmona)
- Autostrada più vicina: 13 km (A25)
- Aeroporto più vicino: 69 km (Aeroporto d'Abruzzo)